# مسجد جامع یزد
مسجد جامع یزد بنایی تاریخی در یزد است که در طی حدود ۱۰۰۰ سال و سه دوره بنا شده است. پایه‌های اصلی این مسجد در زمان ساسانیان بر روی یک آتشکده گذاشته شده؛ ولی بعد از اسلام در دورهٔ ایلخانی و تیموری به صورت مسجد تکمیل شده است. بنای گنبد خانه متعلق به دوره ایلخانی و سردر رفیع مسجد را متعلق به زمان شاهرخ و دوره تیموری دانسته‌اند. این بنا از لحاظ خوابیدگی گنبد، سردر افراشته و بلند و همچنین کاشی‌کاری زیبا و منحصربه‌فرد شهرت دارد.
مسجد جامع در یزدِ قدیم، داخل حصار شهر قرار گرفته بود و در سده چهارم ه.ق به حومه شهر نزدیک شد. ۵۰۰ مترمربع از ۹۸۰۰ مترمربع زیربنای مسجد را، کاشی‌ها و کتیبه‌ها تشکیل می‌دهد. طول مسجد ۱۰۴ متر و عرض آن ۹۹ مترمربع است. این بنا ۷ ورودی دارد که به کوچه‌های اطراف باز می‌‌شود.

## مدخل

نقشه مسجد جامع یزد ماکسیم سیرو، سال ۱۳۱۵ خورشیدی

مسجد جامع کبیر یزد، یکی از شاهکارهای تاریخی ایران بوده که در هر گوشه و کنار آن، یادگارهایی از دوران گوناگون برجای مانده است. تاریخچه و ساخت مسجد جامع از دوران پیش از اسلام آغاز شده و پایان کار آن به دهه اخیر برمی‌گردد. این مسجد یکی از زیباترین مساجد دورهٔ تیموری است که از نظر کاشی‌کاری، سَردَر رفیع، مناره‌ها و کتیبهٔ آن در عداد زیباترین شاهکارهای معماری قرن نهم هجری قمری می‌باشد. ارتفاع مناره‌ها ۵۲ متراست و گرچه ساختمان اصلی مسجد را به قبل از دورة تیموری نسبت می‌دهند ولی ساختمان فعلی بر طبق کتیبه‌های موجود نشان می‌دهد که در دورهٔ تیموری بنا گردیده‌است. کتیبه‌های مسجد یکی به خطّ کوفی آجری و دیگری به خطّ ثلث سفید بر روی کاشی لاجوردی است. در متن کتیبه سَردَرْ، نام شاهرخ تیموری و سلطان جهانشاه و تاریخ ۸۶۱ هجری قمری خوانده می‌شود. دردوران پیش از اسلام درمکان کنونی مسجد جامع، احتمالاً آتشکده ساسانی برپابوده که تا دوران پس از اسلام نیز دوام داشته‌است.
بنای کنونی مسجد با وسعتی حدود ۱۰٬۰۰۰ مترمربّع مشتمل بر سَردَر ورودی و جلوخان، صحن وسیع، رواقهای جانبی صحن، ایوان، گنبدخانه و شبستانهای طرفین آن، شبستان بزرگ ستون‌دار، کتابخانه، تزیینات غنیّ و زیبا و کتیبه‌ها و سنگ نوشته‌های تاریخی و غیر تاریخی است. خاورشناسی به نام ماکسیم سیرو اعتقاد دارد نخستین مسجدی که به جای آتشکده، به نام مسجد عتیق شکل گرفته، مربوط به سده‌های اولیه اسلام است.

#### پیشینهٔ تاریخی
قدیمی‌ترین تاریخی که برای انجام فعالیت‌های مذهبی-اسلامی، در بخشی از فضای کنونی مسجدجامع یزد ذکر می‌شود، متعلق به نیمه دوم قمری است. احداث مسجدجامع را نیز مربوط به نیمه دوم سده سوم قمری، در زمان حکومت «عمرولیث» و در عصر صفاریان یا قبل از سلاجقه می‌دانند، مسجدی که در ترسیم ماکسیم سیرو دارای انحراف قبله بود. درسده چهارم قمری، مسجدجامع یزد در حومه شهر قرار داشته، که در واقع در کنار آتشکده زرتشتی بنا شده بود.

## ویژگی‌های مهم بنا

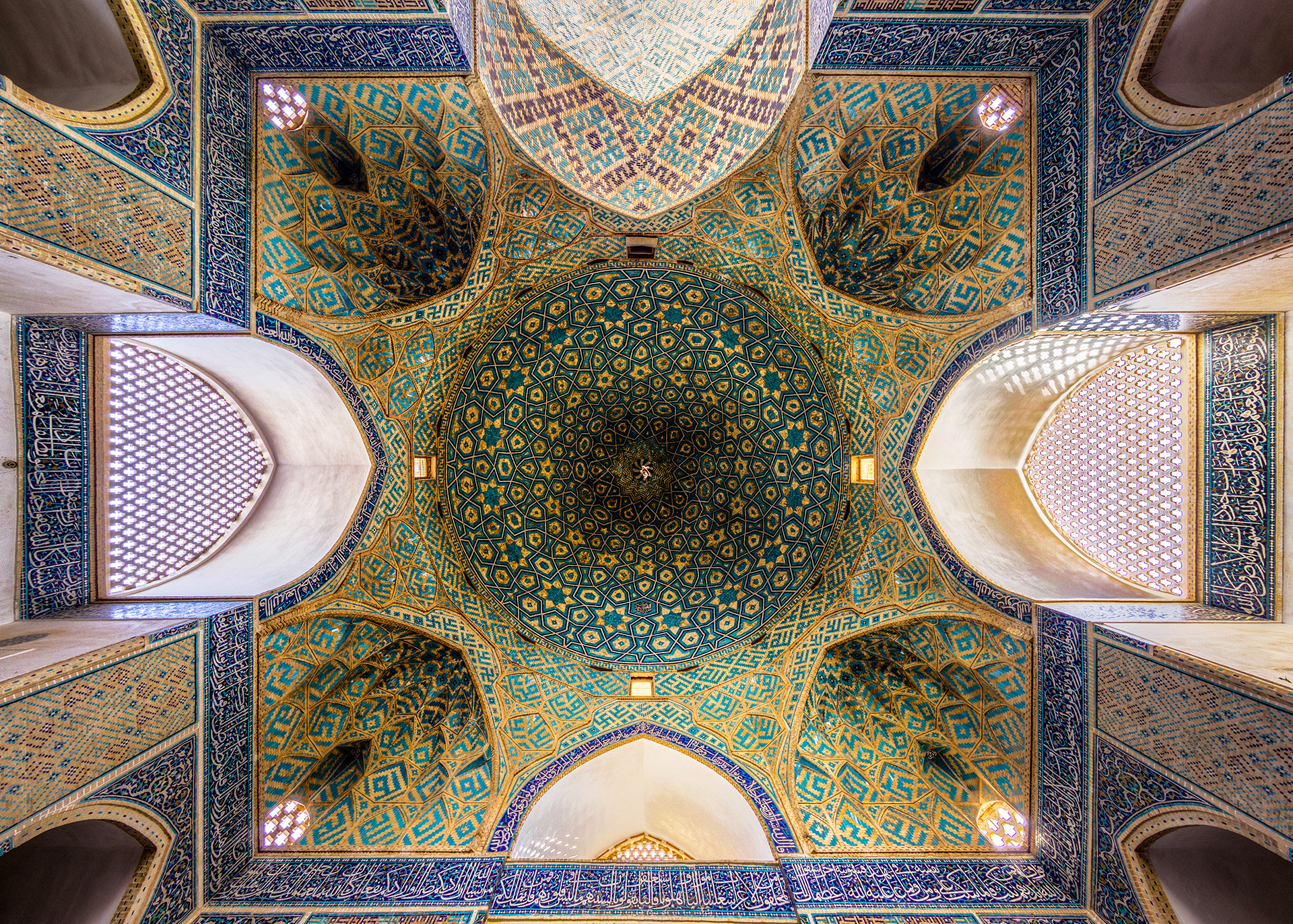
نگاره‌ای از زیر گنبد و سقف مسجد جامع یزد. سبک معماری مسجد جامع یزد به شیوه آذری است. کاشی‌های آبی، زرد، کبود و سبز در زیر گنبد عظیم مسجد، فضایی خنک را در ذهن بیننده خلق می‌کند.

این مسجد به چند دلیل حایز اهمیّت است: نخست آن که قدیم‌ترین نمونهٔ معماری است که طی قرن نهم هجری قمری، در معماری مذهبی ناحیّهٔ یزد از آن تقلید شده‌است؛ این طرح مرکّب از یک مقصورهٔ گنبددار و یک شبستان مستطیل بلند و کشیده‌است. چهارگوش بودن پلان مسجد برگرفته از الگوی معماری کعبه است. بنایی کاملاً قدسی و متعالی در اسلام دارد و به عنوان نمادی کیهانی در الگوهای معماری مسلمین مورد استفاده قرار می‌گیرد.
به نقل از محمدکریم پیرنیا این گنبد دو پوسته دارد که پوشش درونی گنبد که متناسب با اقتضائات فضایی و اجرایی معماری داخلی مسجد شکل می‌گیرد، شرایطی را به وجود می‌آورد که با پوشش بیرونی که متناسب با اقتضائات بیرونی شکل می‌گیرد، متفاوت است.
دیگر ویژگی مهمّ بنا کاربرد وسیع طاق‌های سراسری (طاق و تویزه) در شبستان‌هاست که با کاشی معرّق همراه‌است. همچنین از ویژگی عنصر پشت‌بند معلق در این بنا به درستی استفاده شده است. این مسجد همچنین، سامانه روشنایی غیرمستقیم دارد که حاصل انعکاس نور خورشید از گچ سفید ردیف‌پنجره فوقانی گنبد و دیوارها است. همچنین تزیینات داخل و خارج گنبد، نمای خارجی- داخلی ایوان اصلی و محراب زیبای آن که از قسمت‌های مهمّ مسجد به‌شمار می‌رود، بی‌نهایت ارزنده و جالب است
نحوه شکل‌گیری مسجد: مسجد فعلی برجای سه مسجدی بنا شده که درقرون متمادی، در جوار یکدیگر ساخته‌اند. این سه نهایتاً در دوره قاجاریان به مسجدی واحد باصحن وسیع تبدیل شده‌است.

## نگارخانه

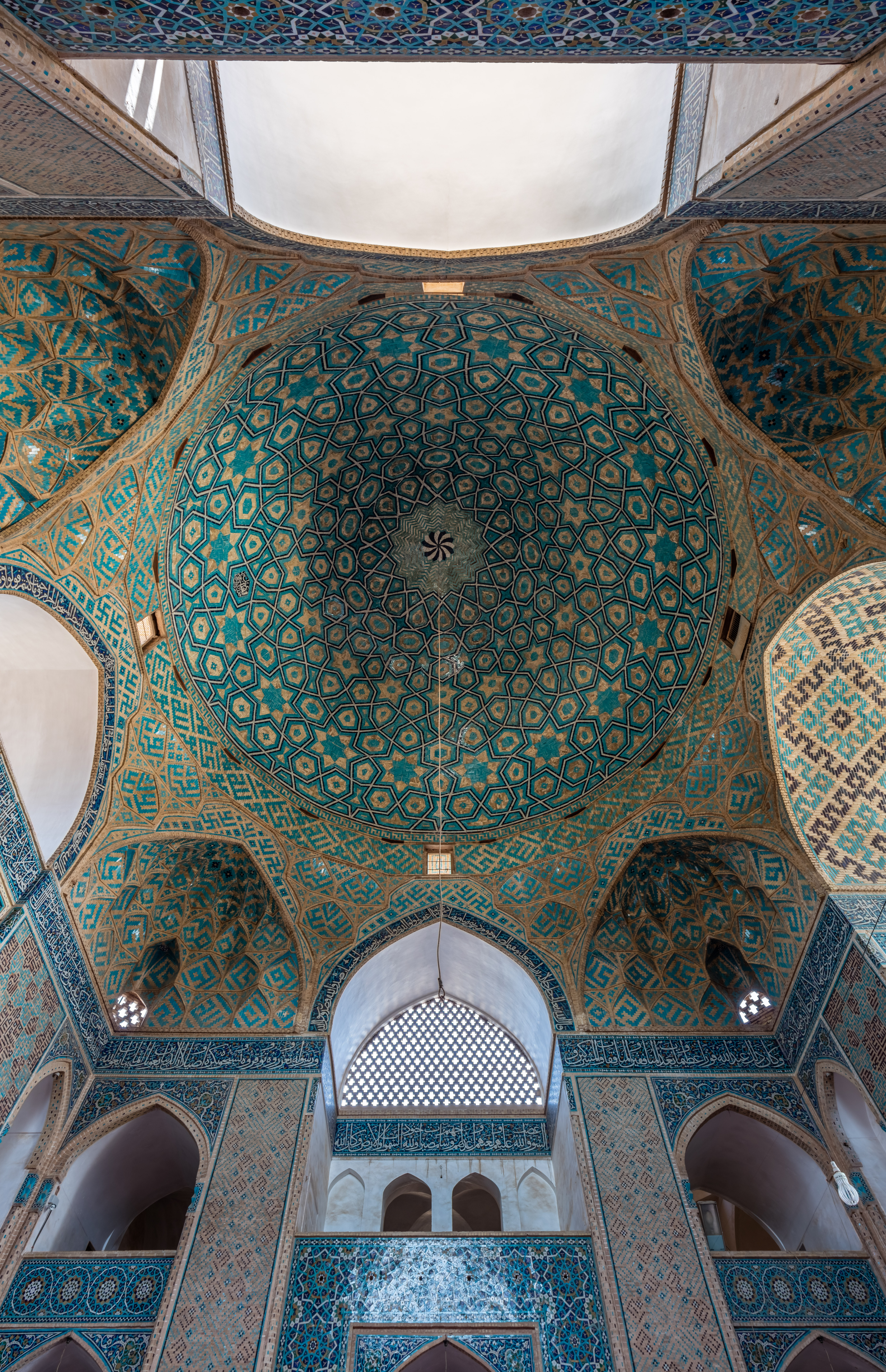
نمای داخلی از گنبد مسجد
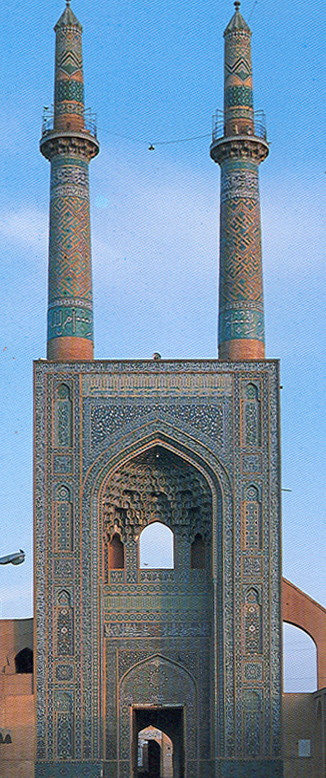
سردر اصلی مسجد جامع یزد
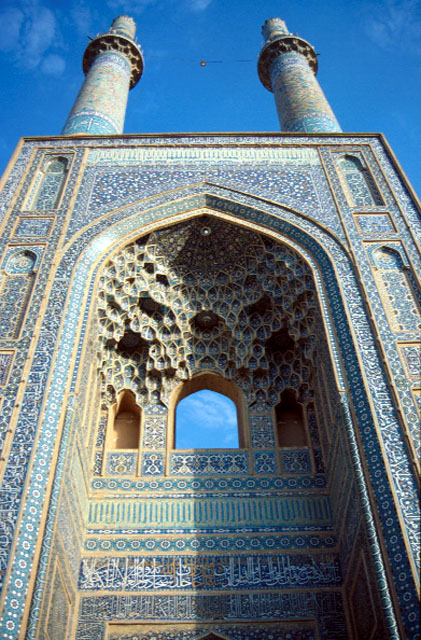
کاشی‌کاری و مقرنس سردر اصلی مسجد
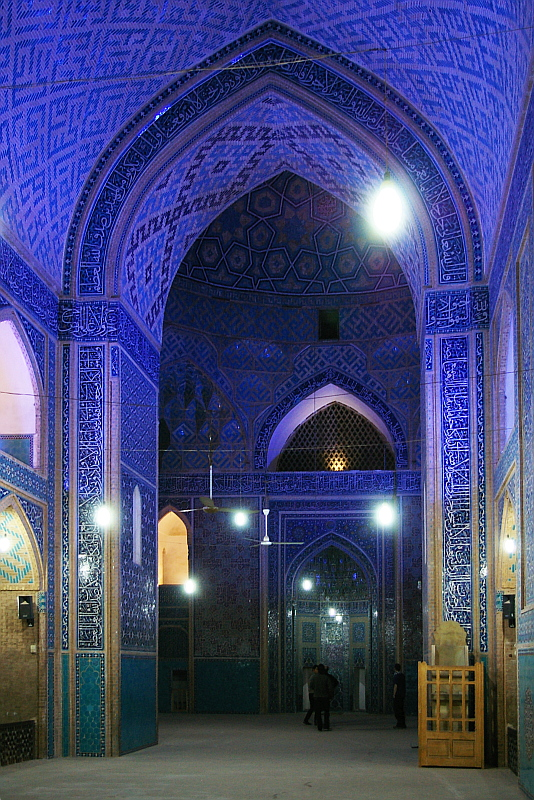
ایوان و گنبدخانه مسجد جامع یزد
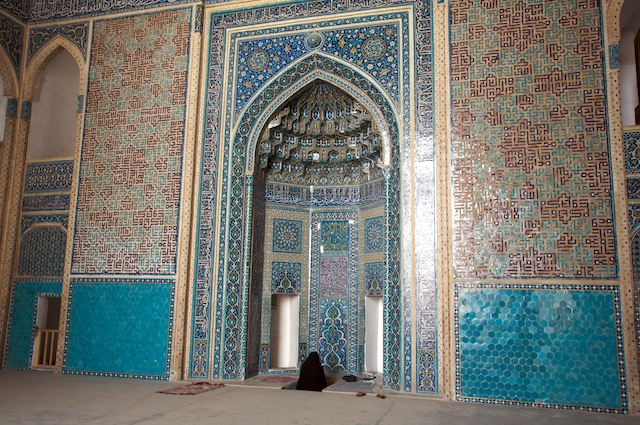
محراب مسجد جامع یزد
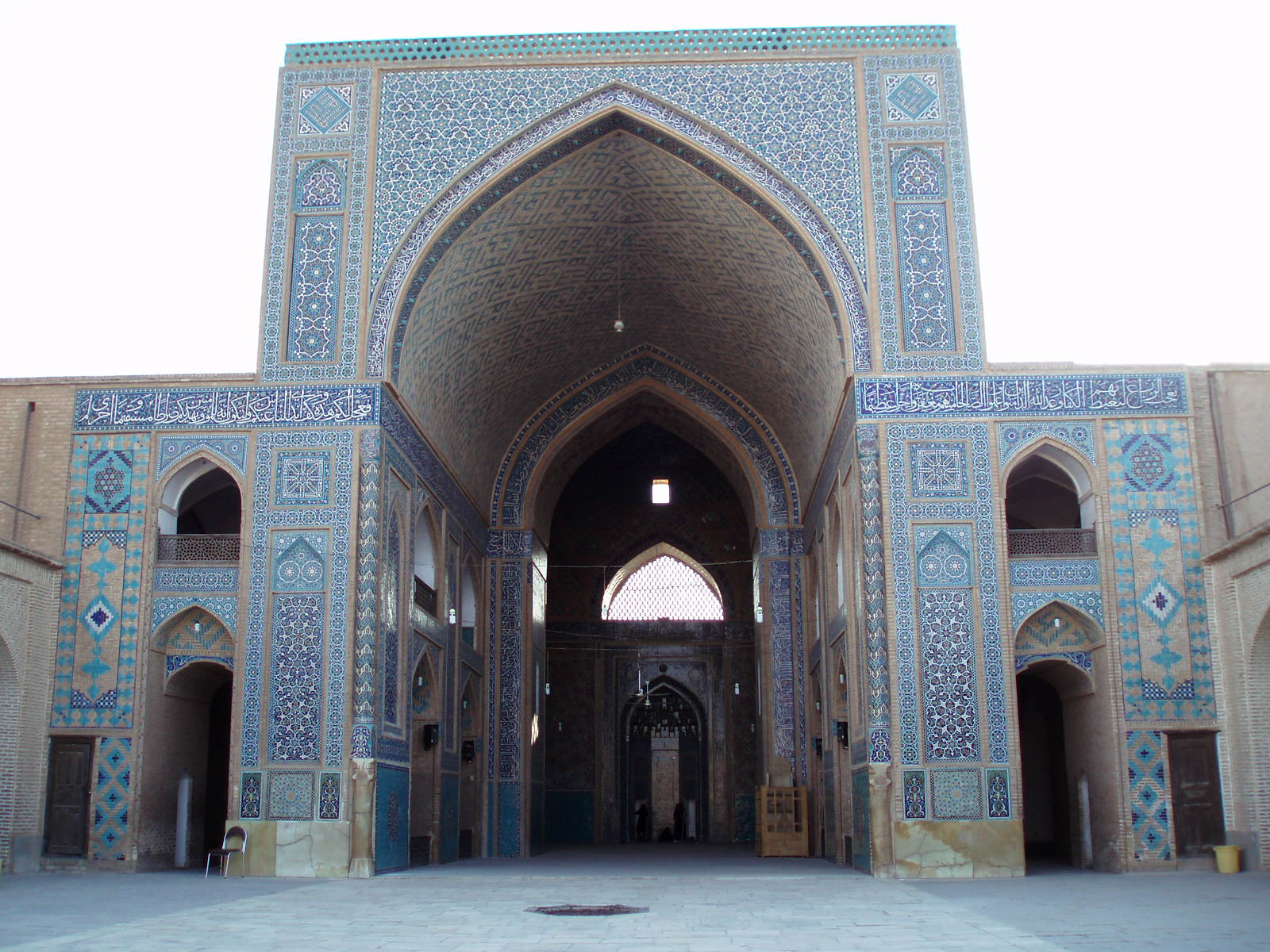
ورودی ایوان مسجد جامع یزد
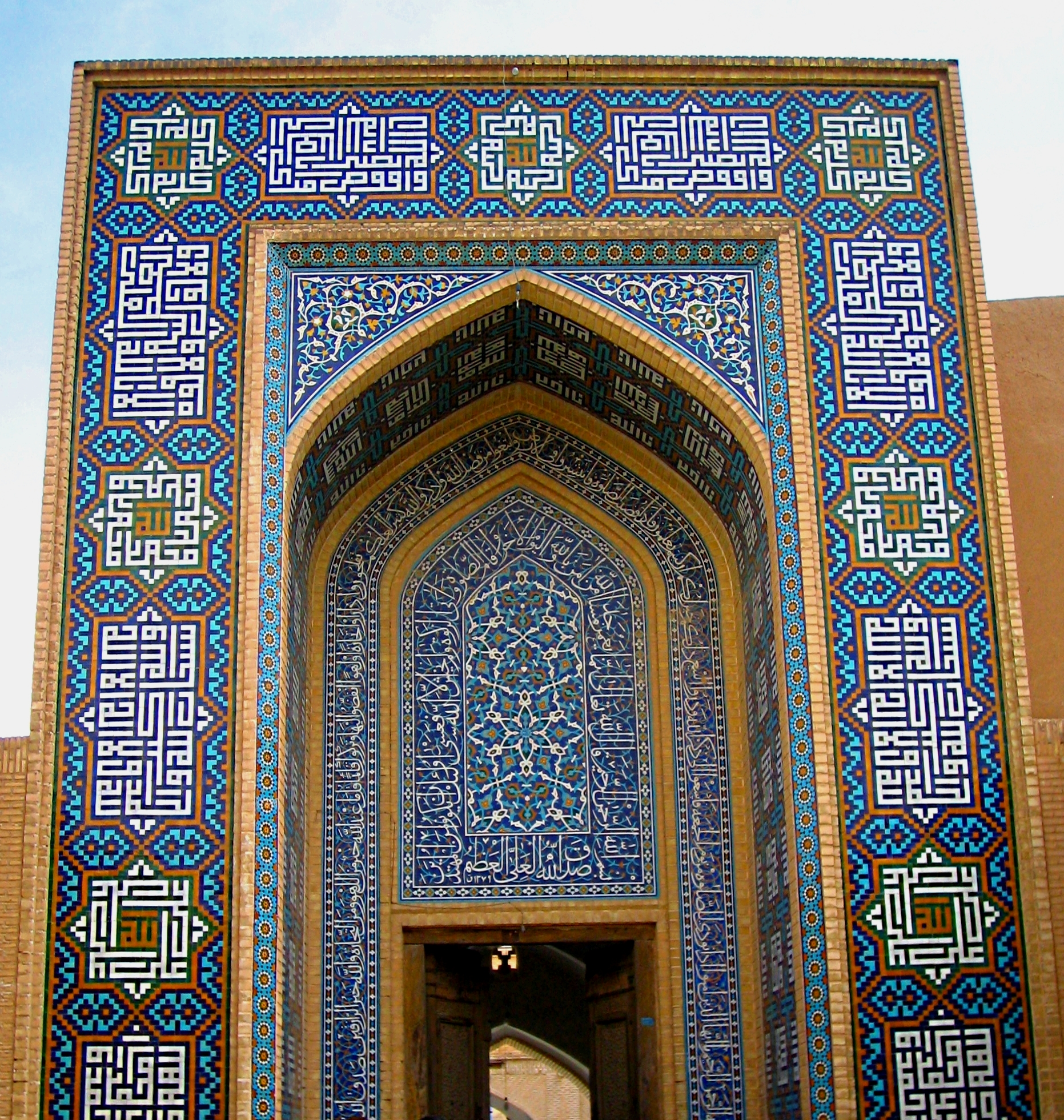
سردر غربی مسجد جامع یزد
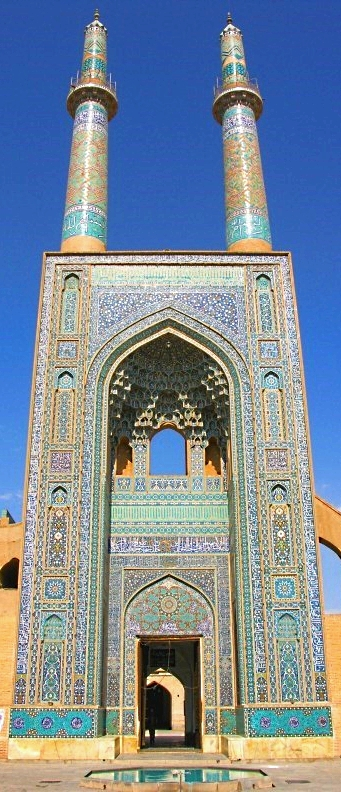
سردر اصلی با ارتفاع ۴۷ متر
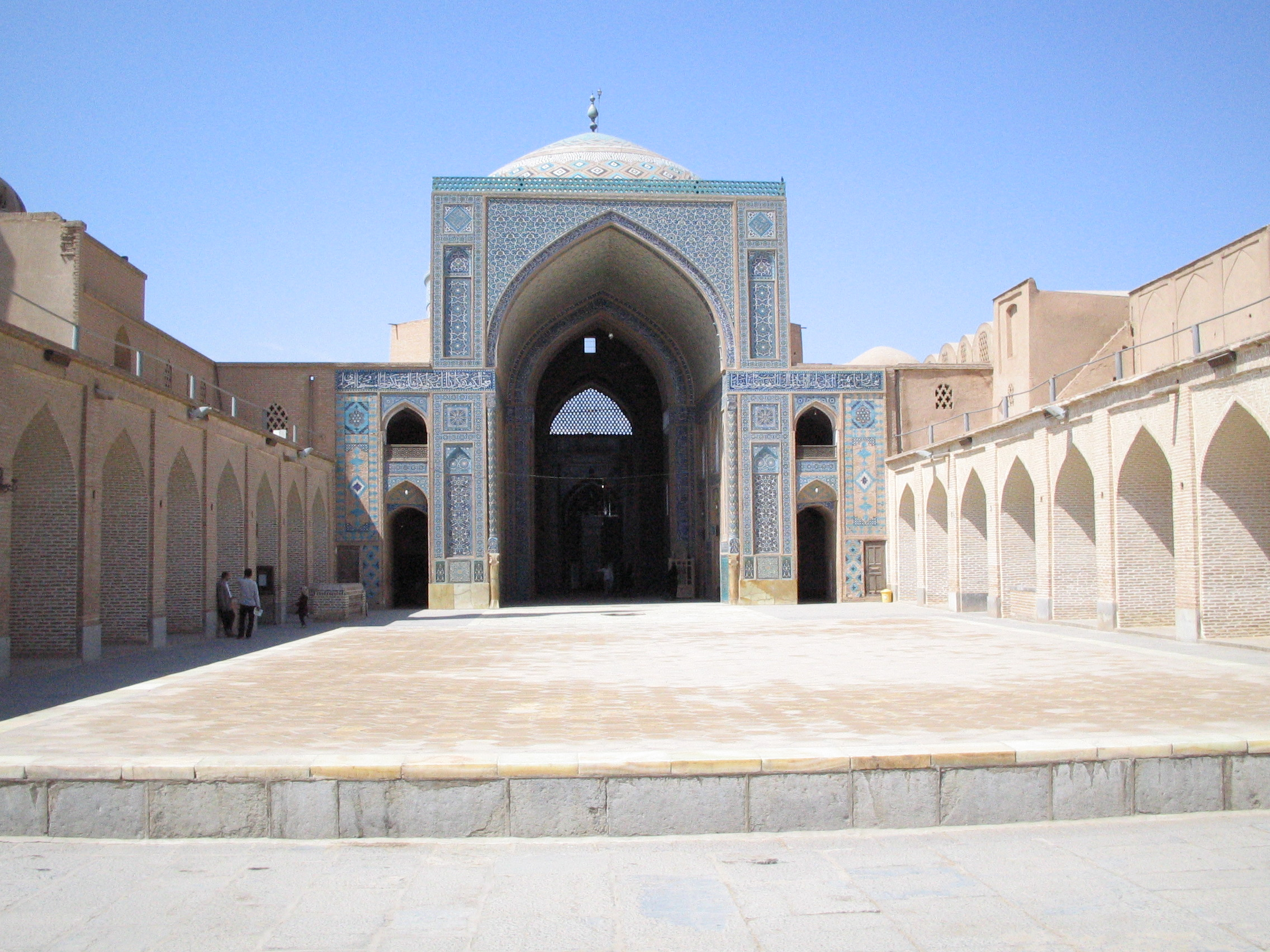
نمایی از حیاط و سکوی مهتابی
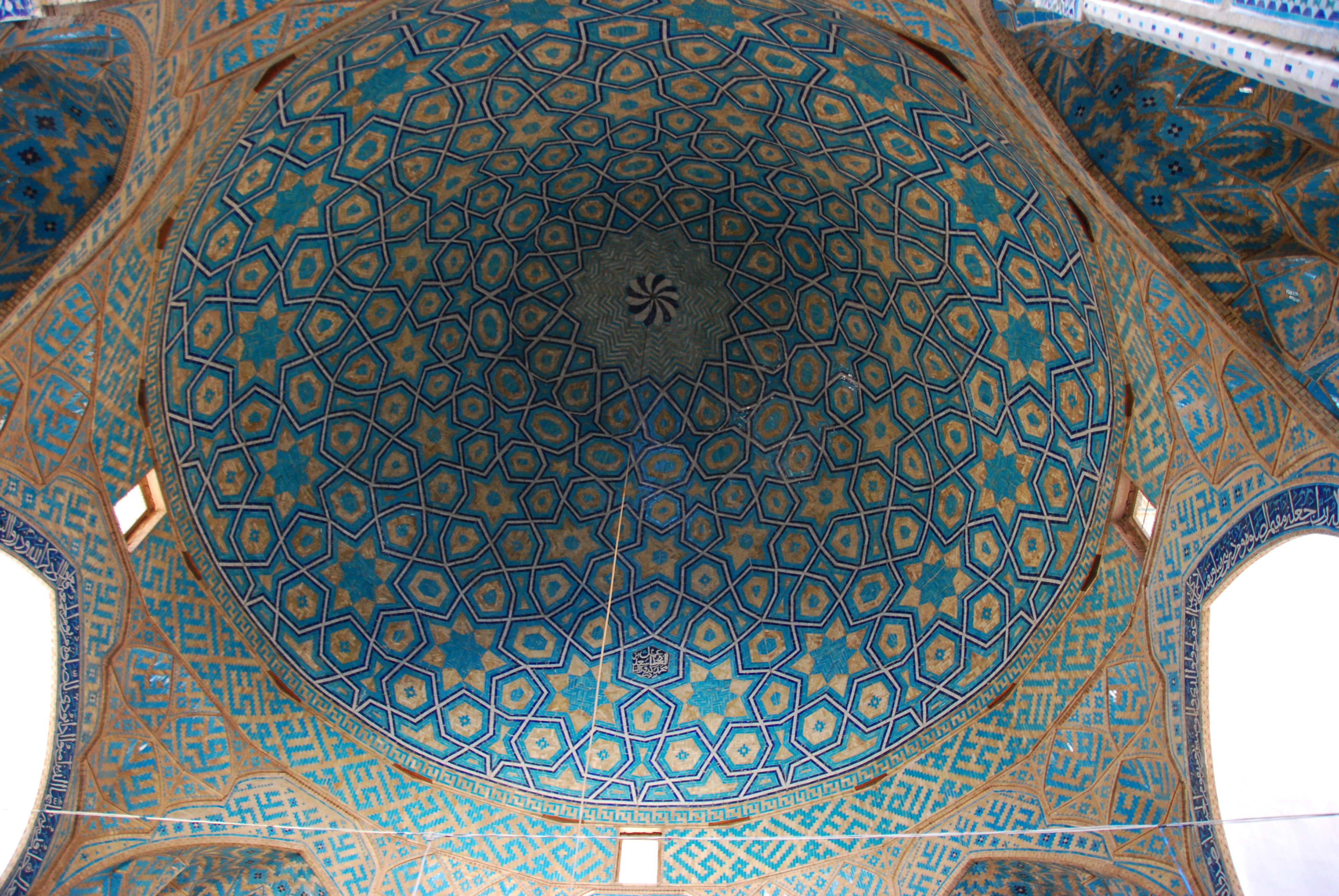
نمایی از نقش زیر گنبد
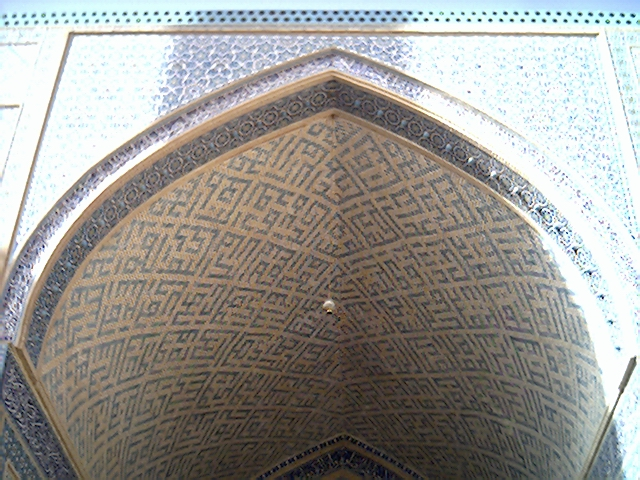
نمایی از خطوط کوفی سقف ایوان
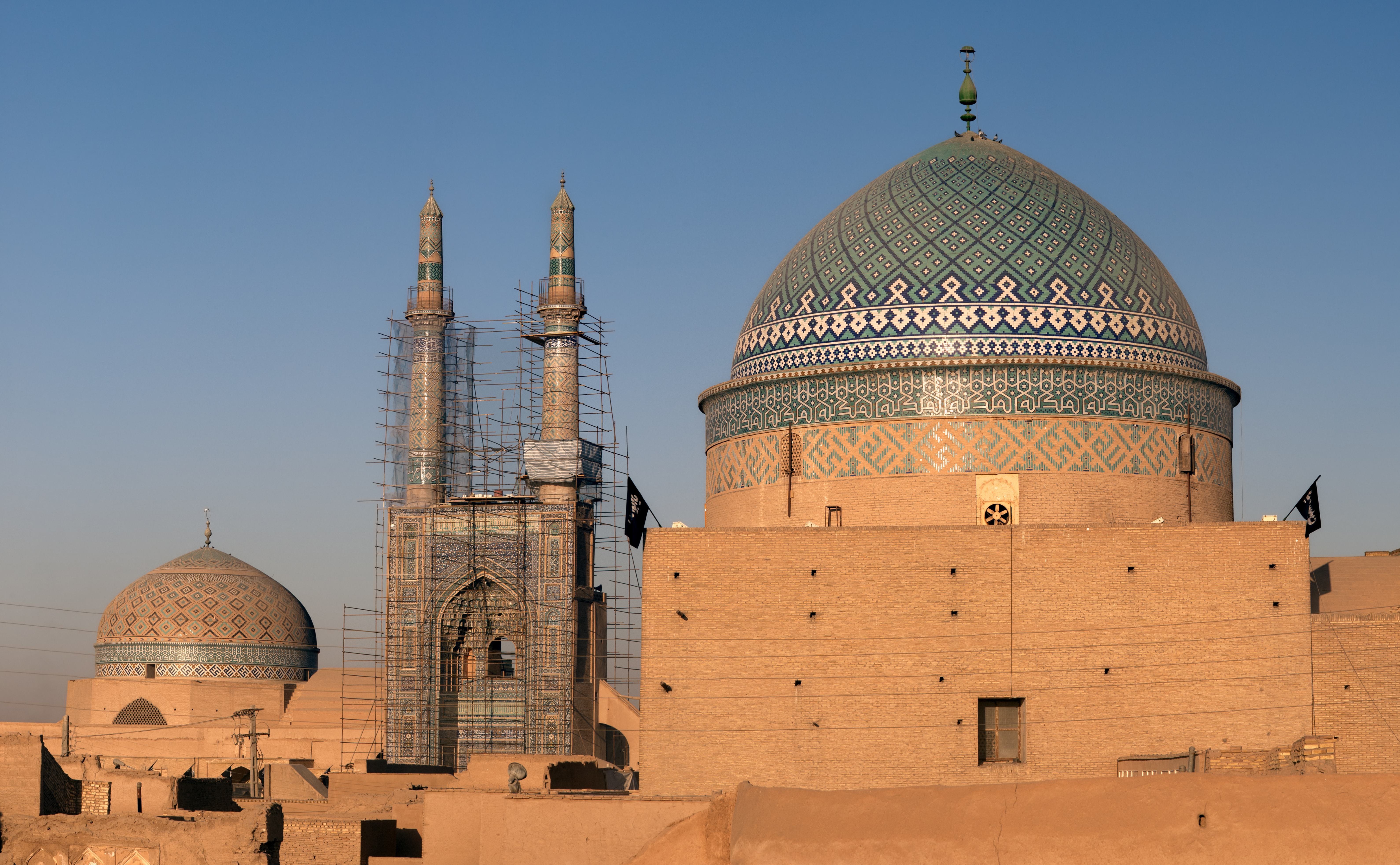
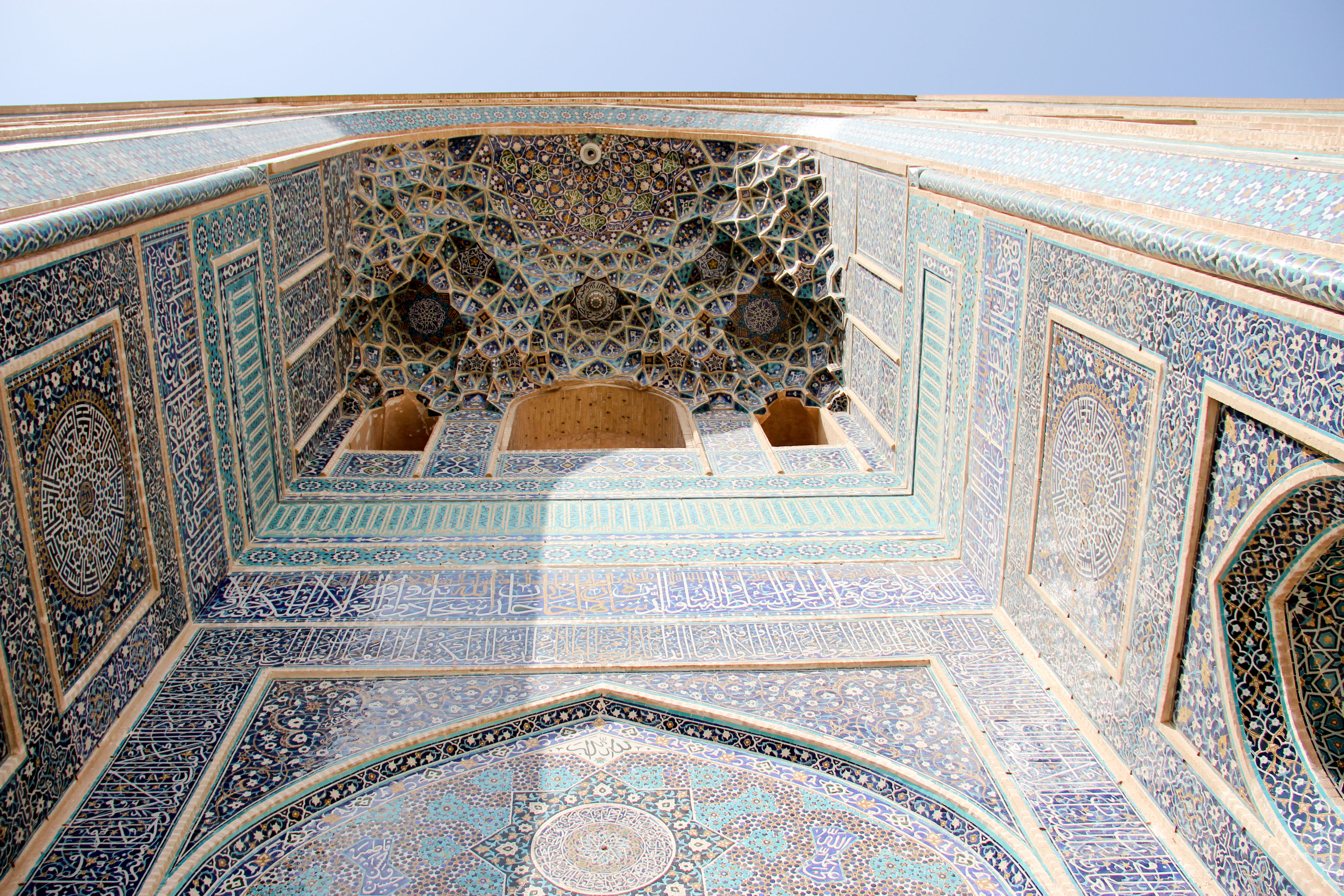
تزئینات کاشی کاری روی سر در ورودی
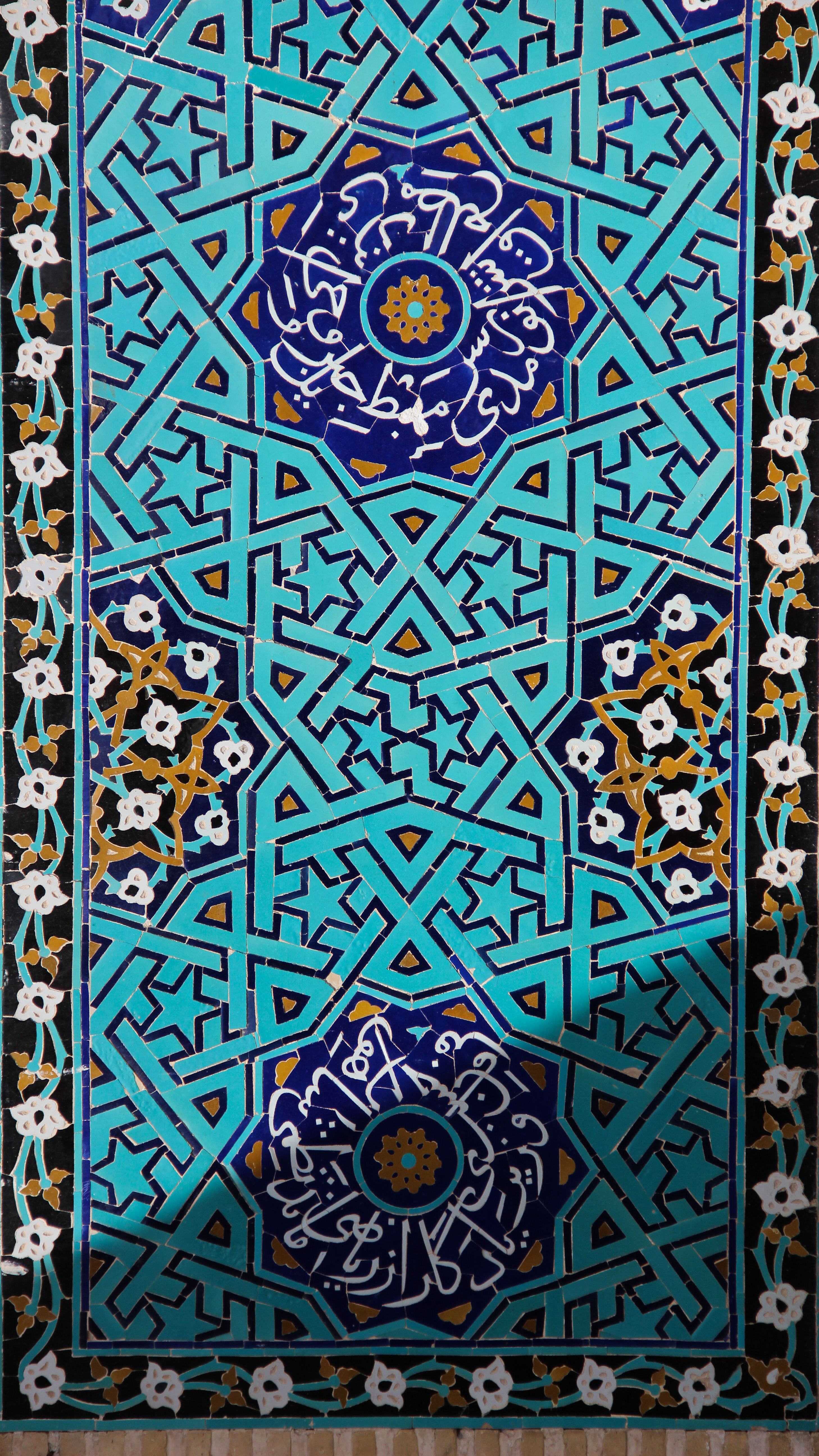
کاشی کاری
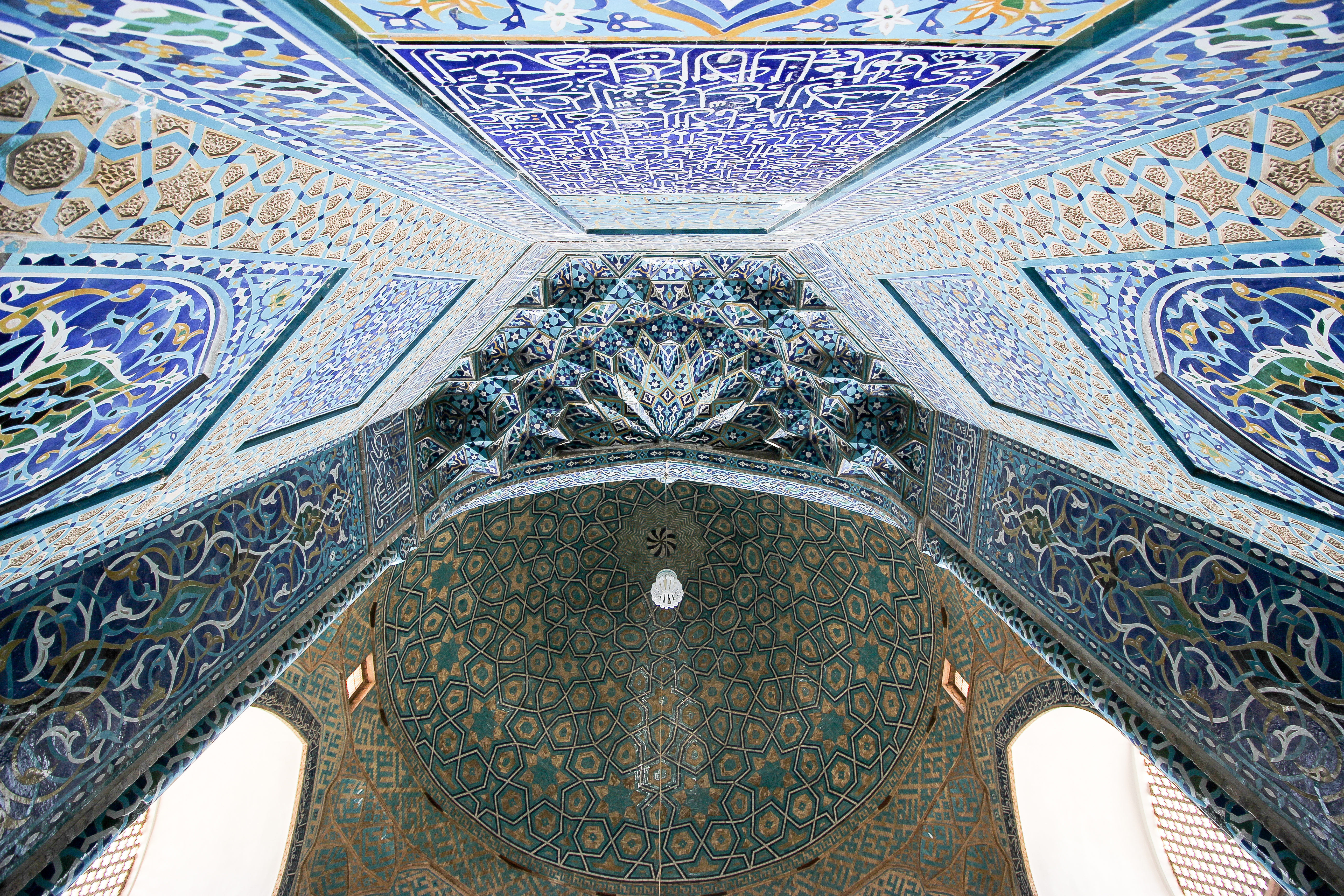
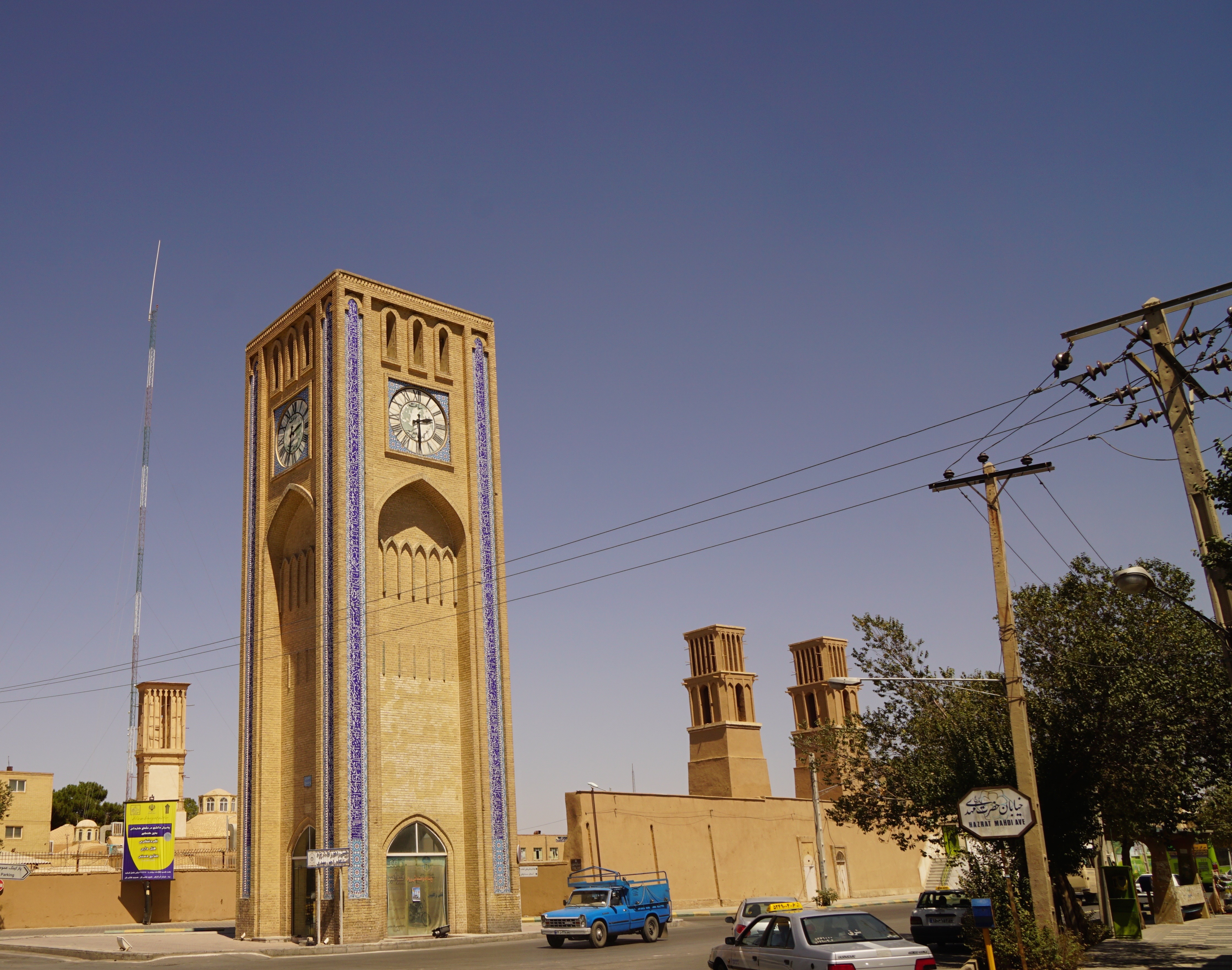
برج ساعت مسجد جامع یزد
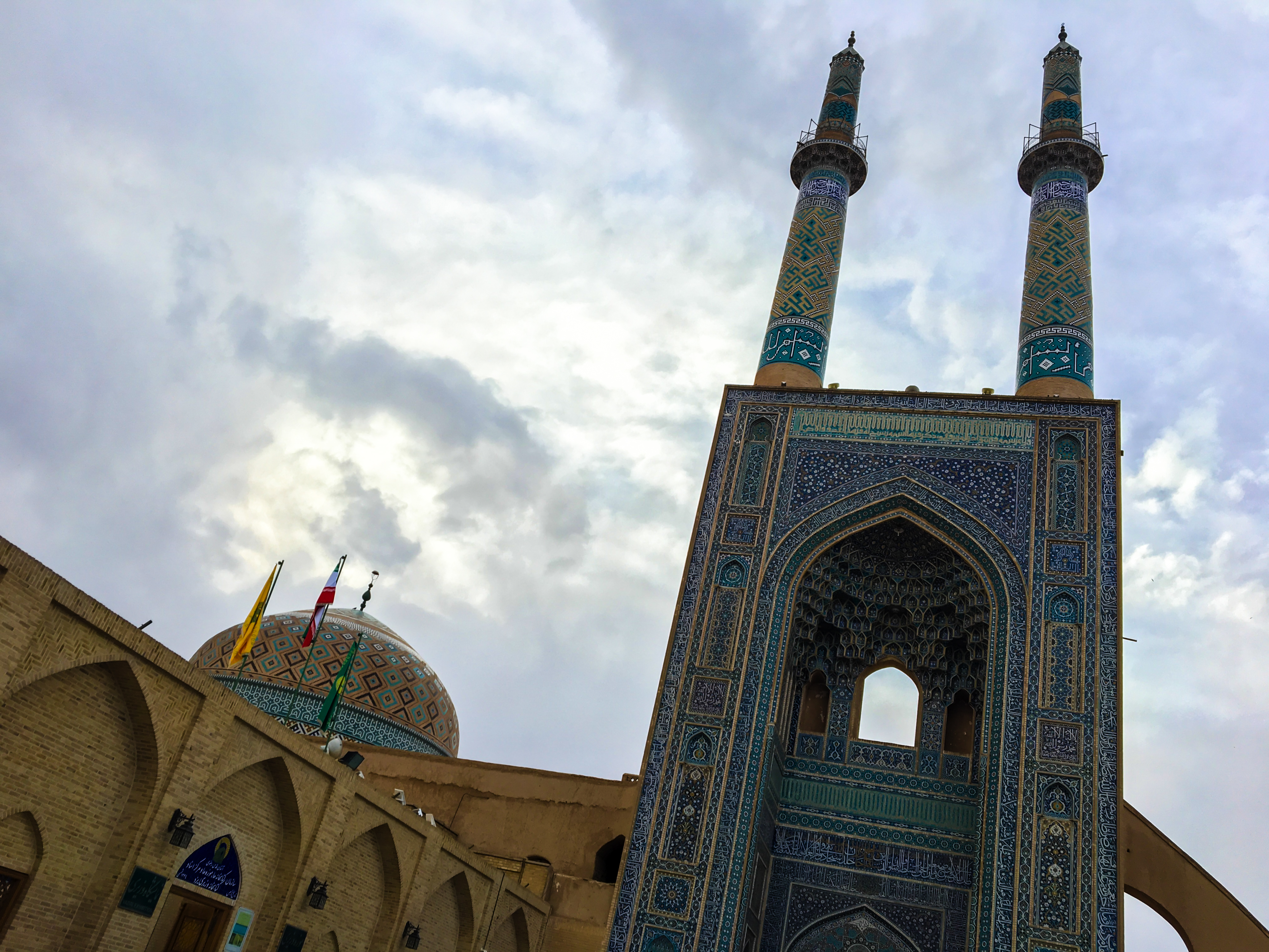
مسجد جامع یزد
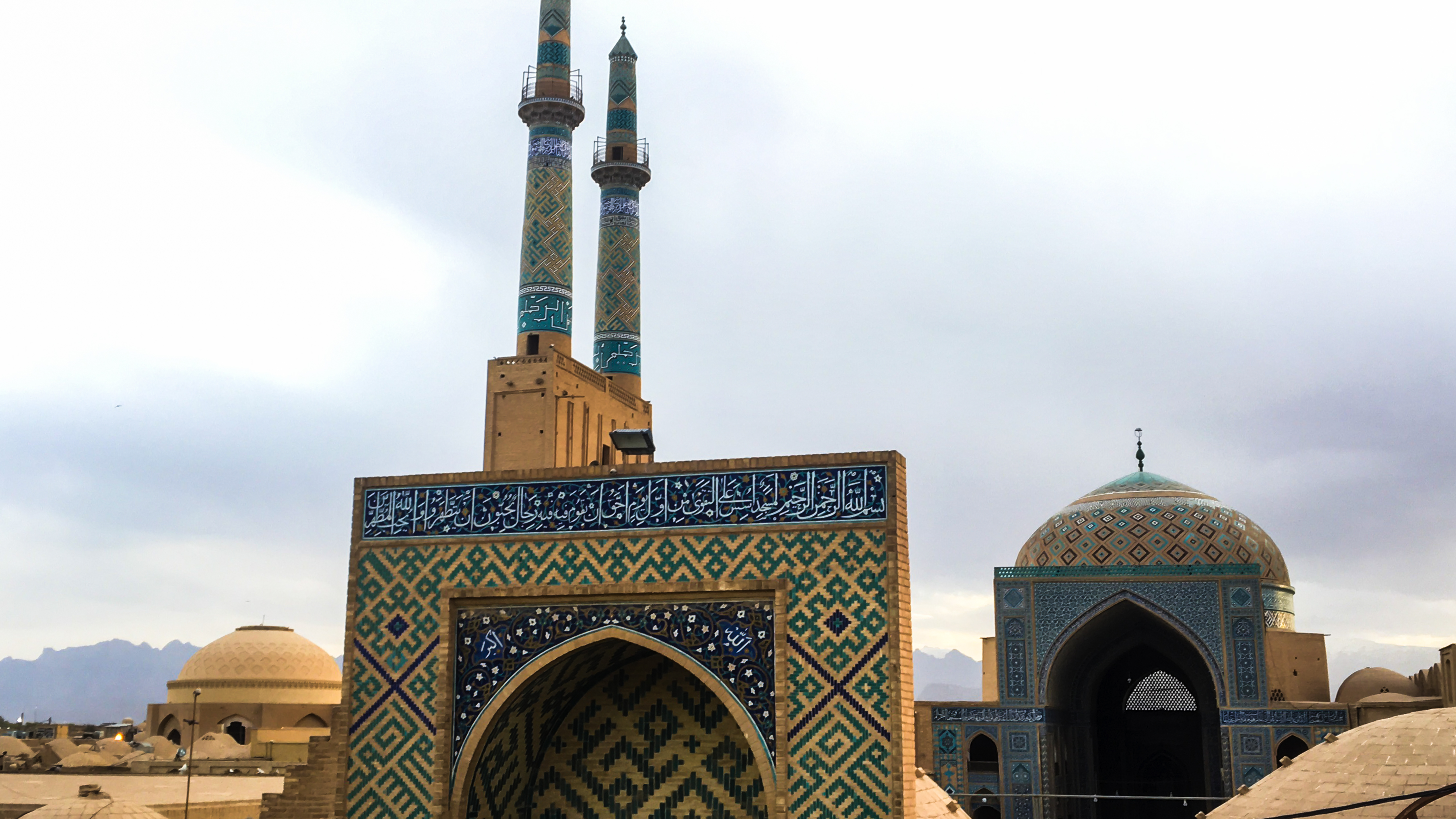
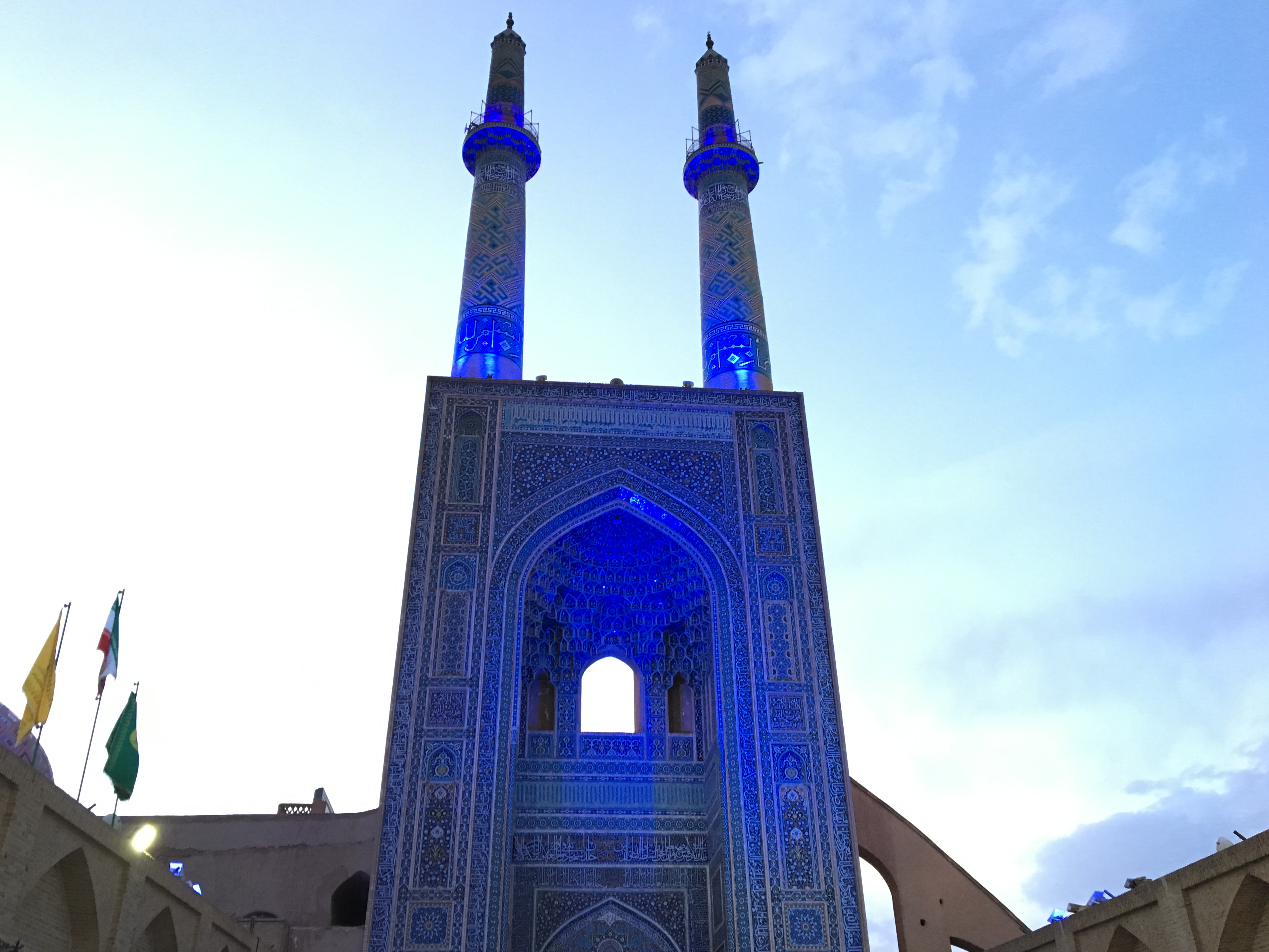
مسجد جامع یزد
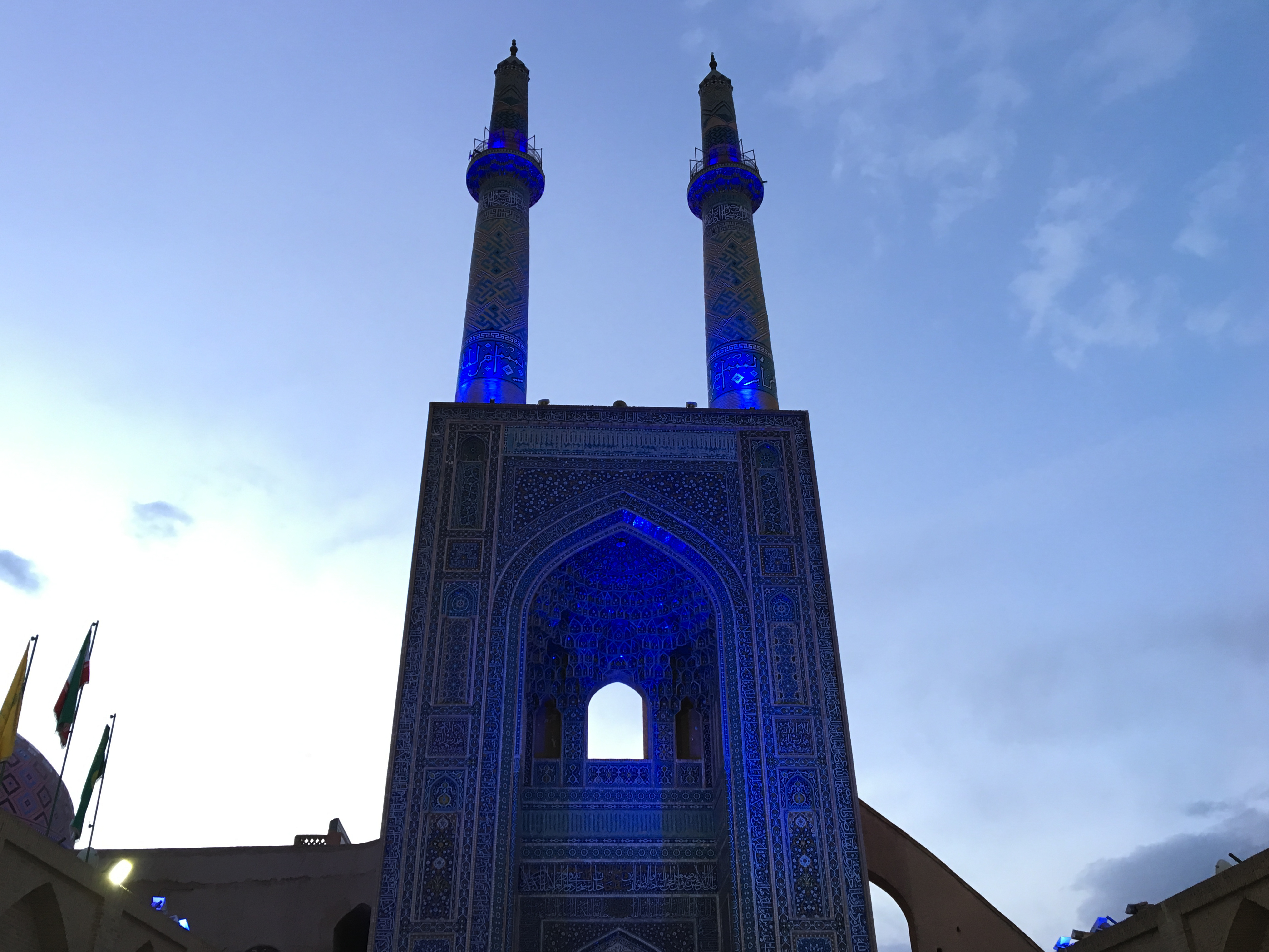
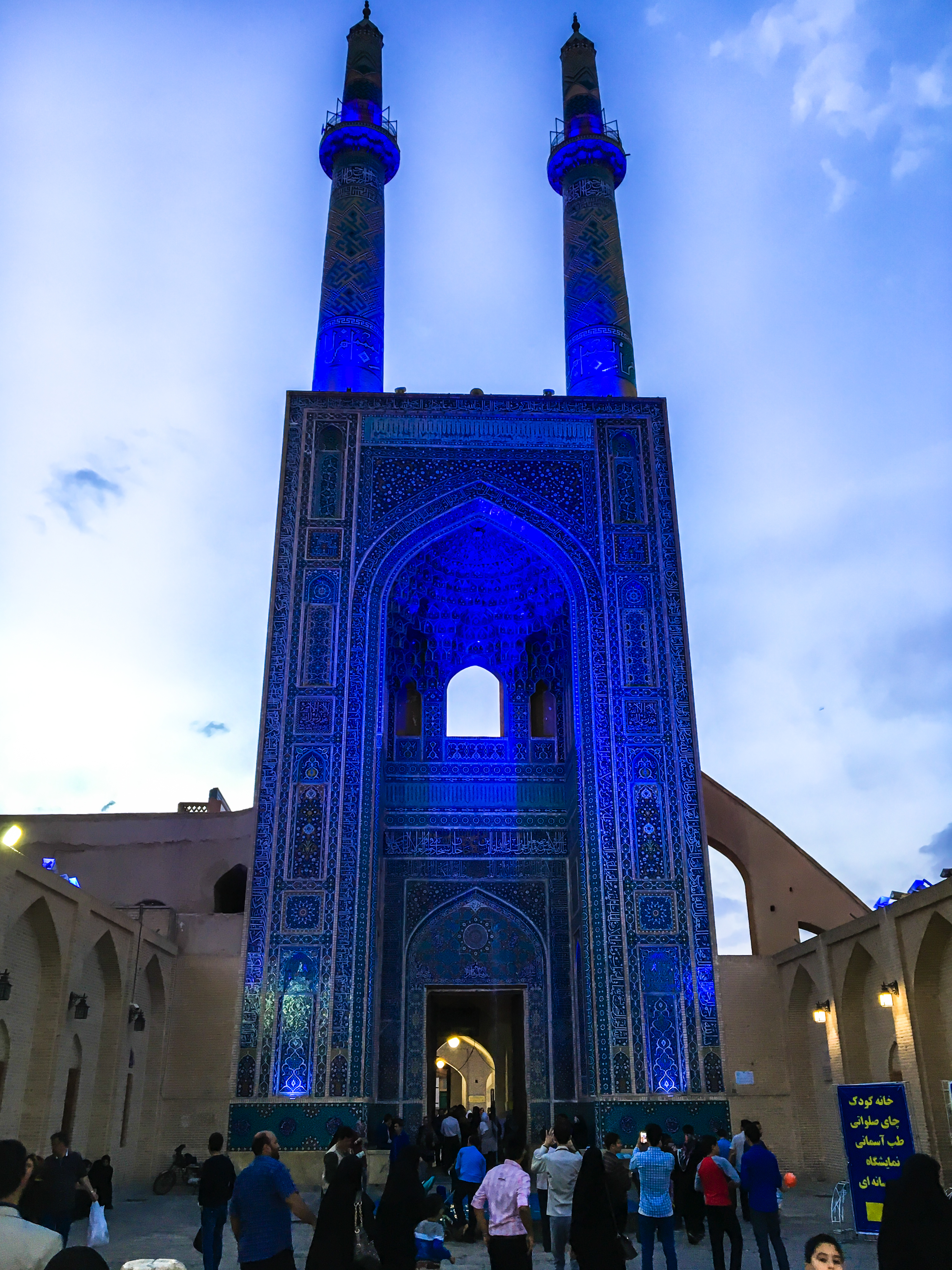
مسجد جامع یزد
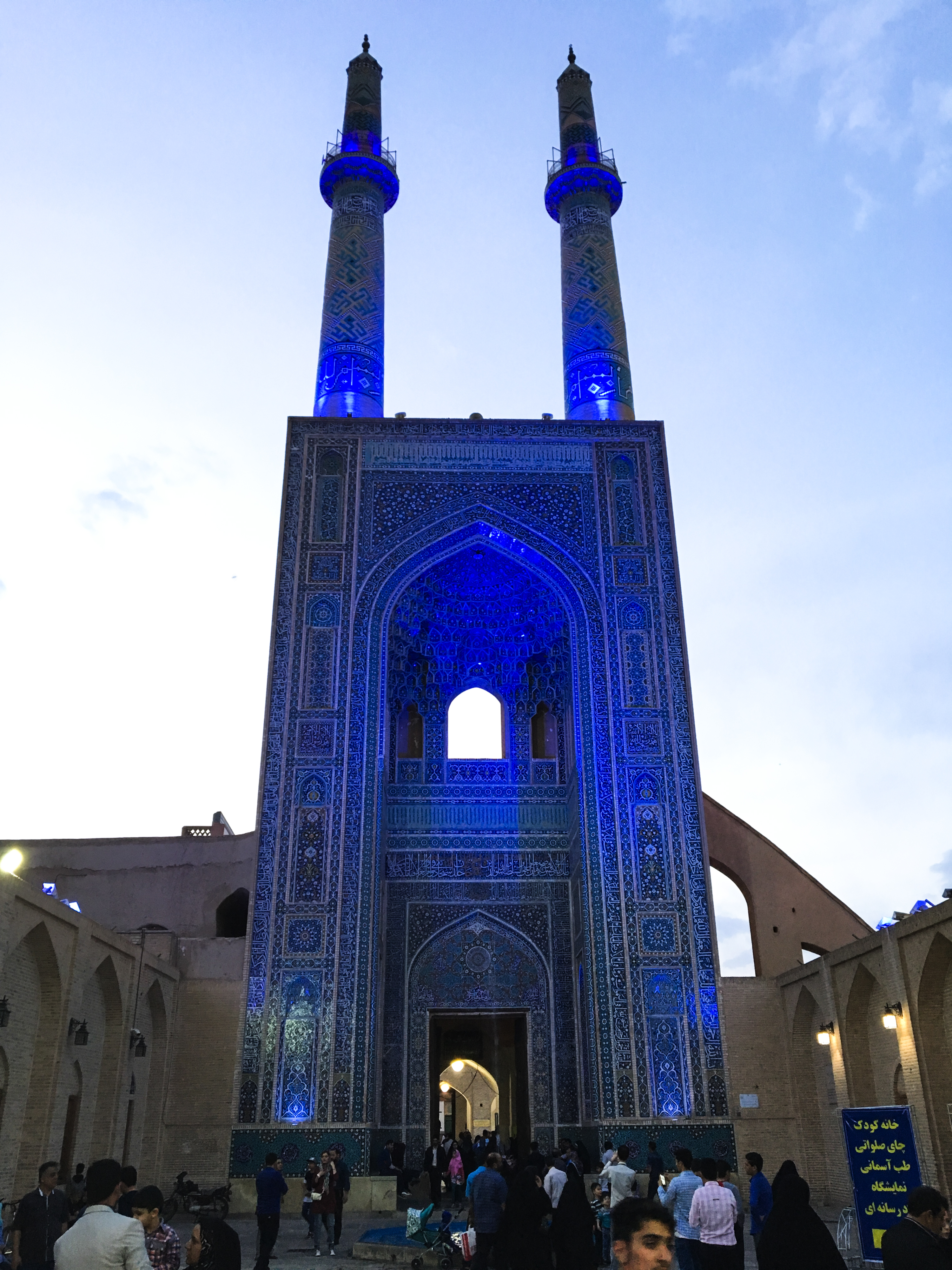
مسجد جامع یزد
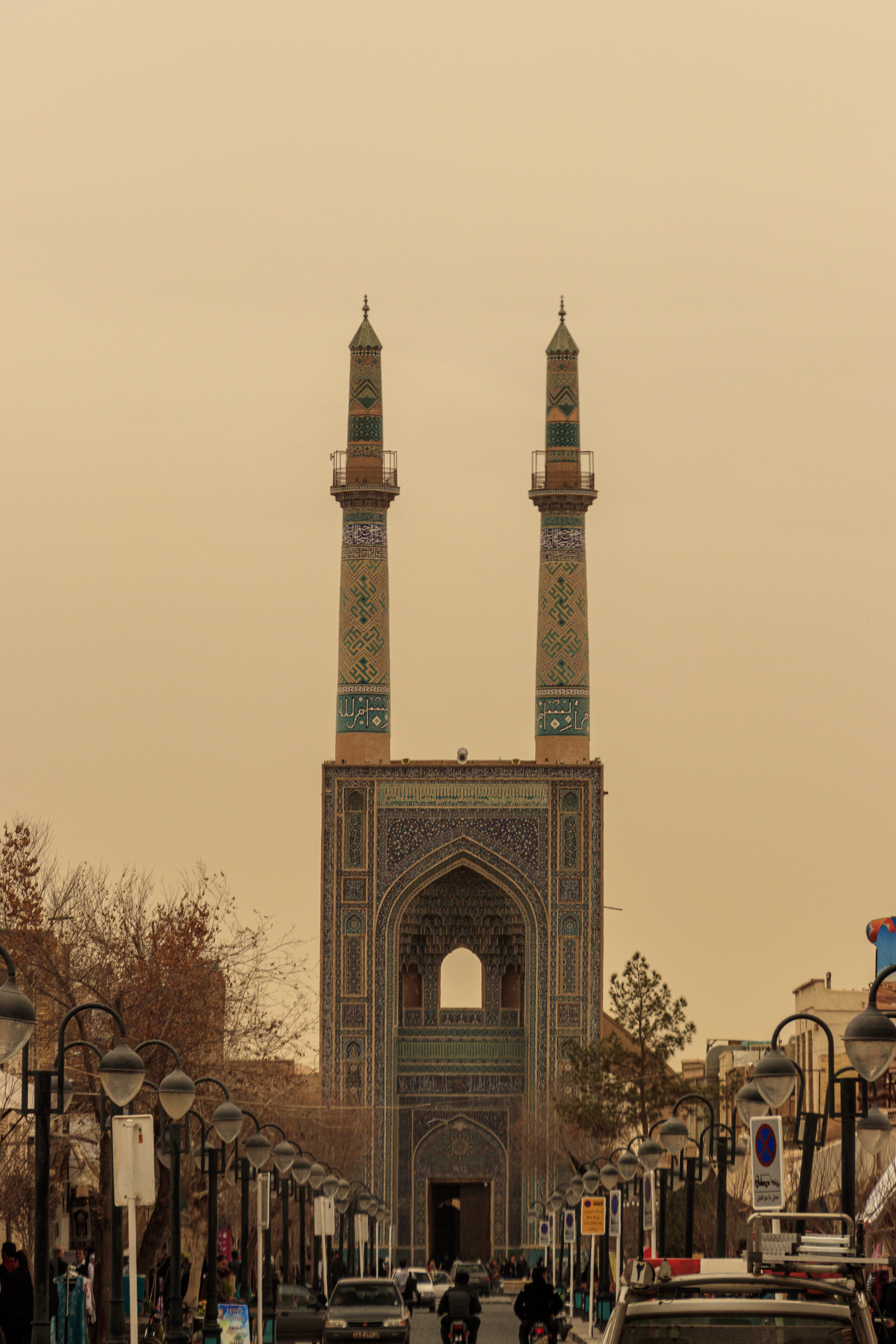
مسجد جامع یزد در روز
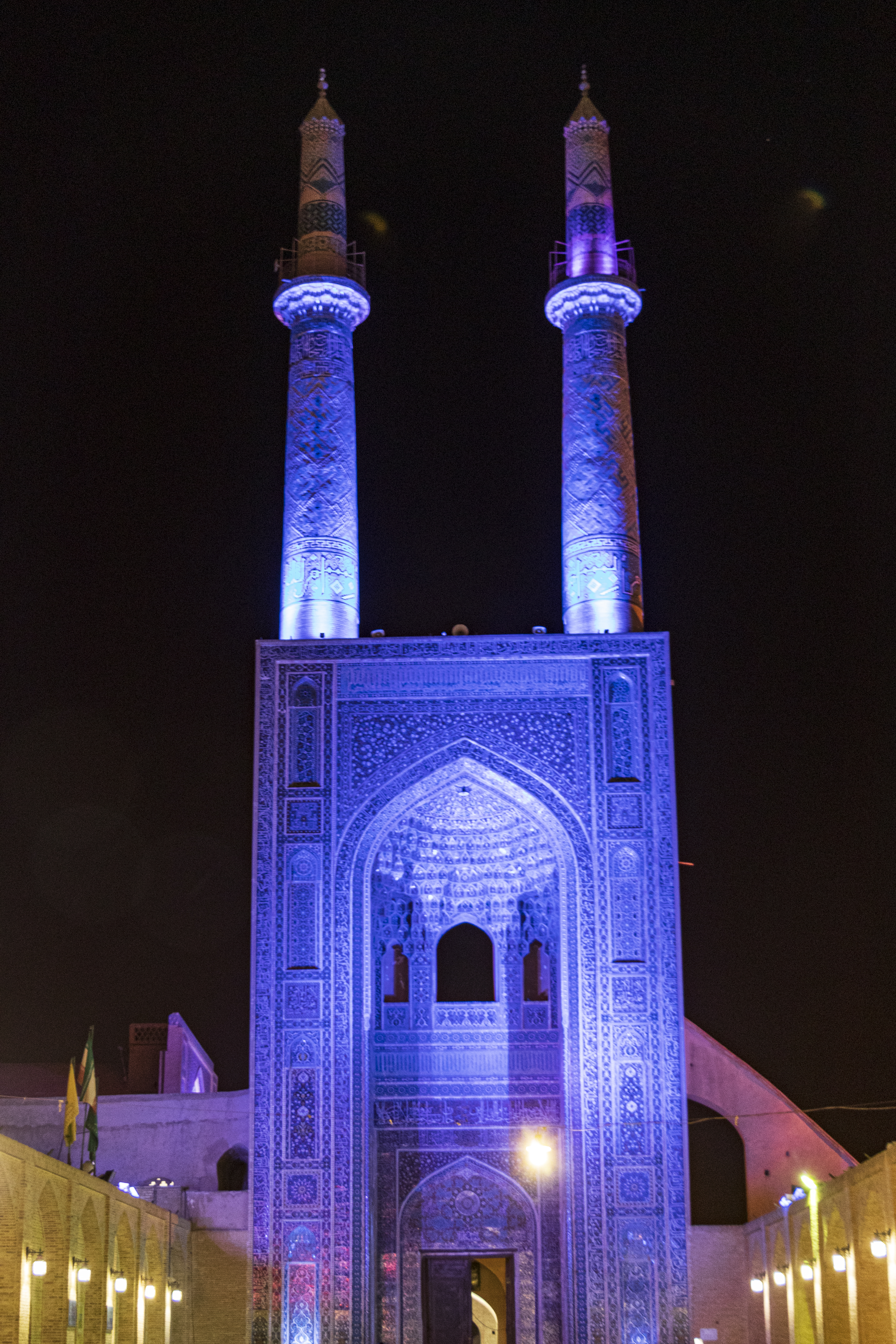
مسجد جامع یزد در شب
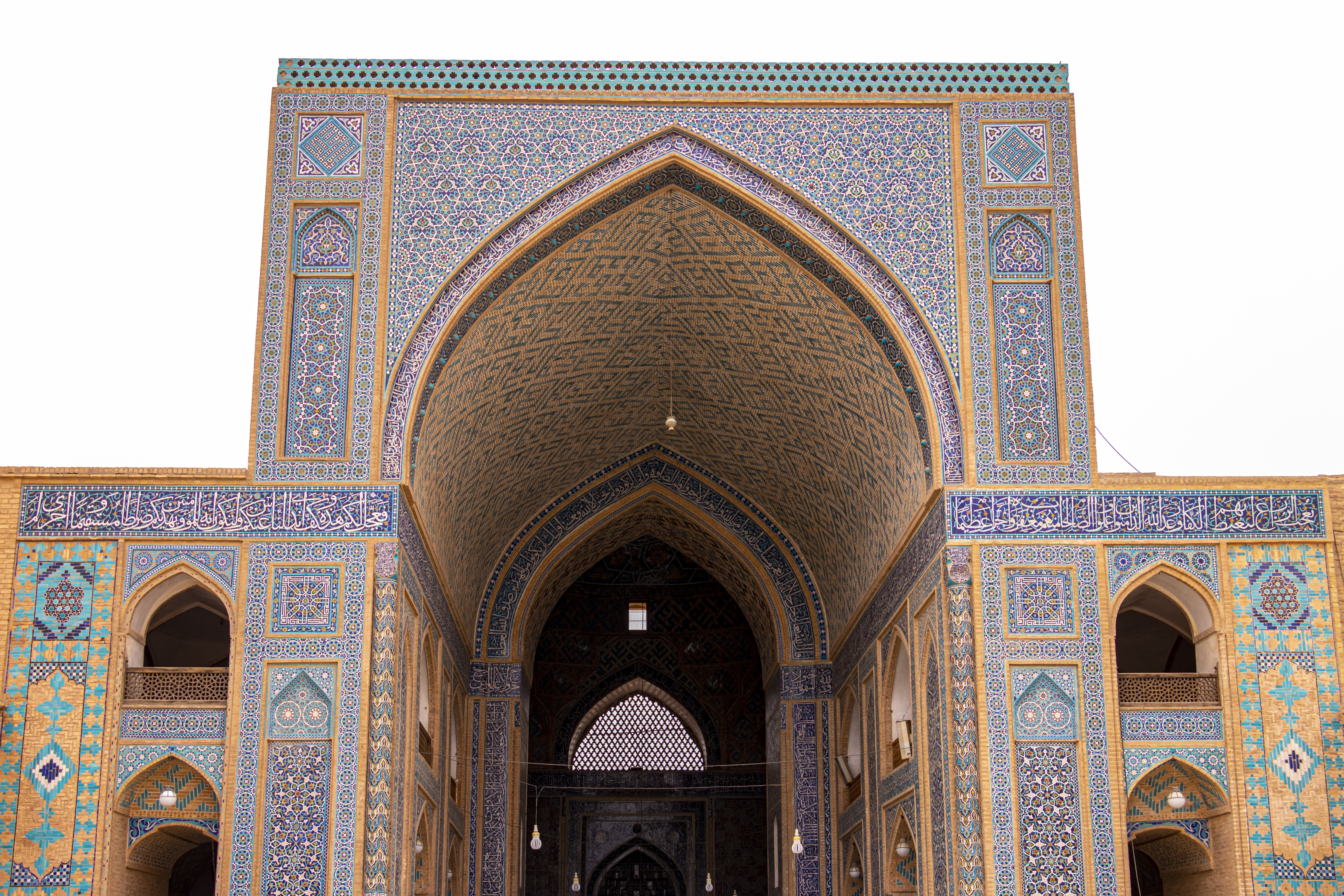
صحن مسجد جامع یزد
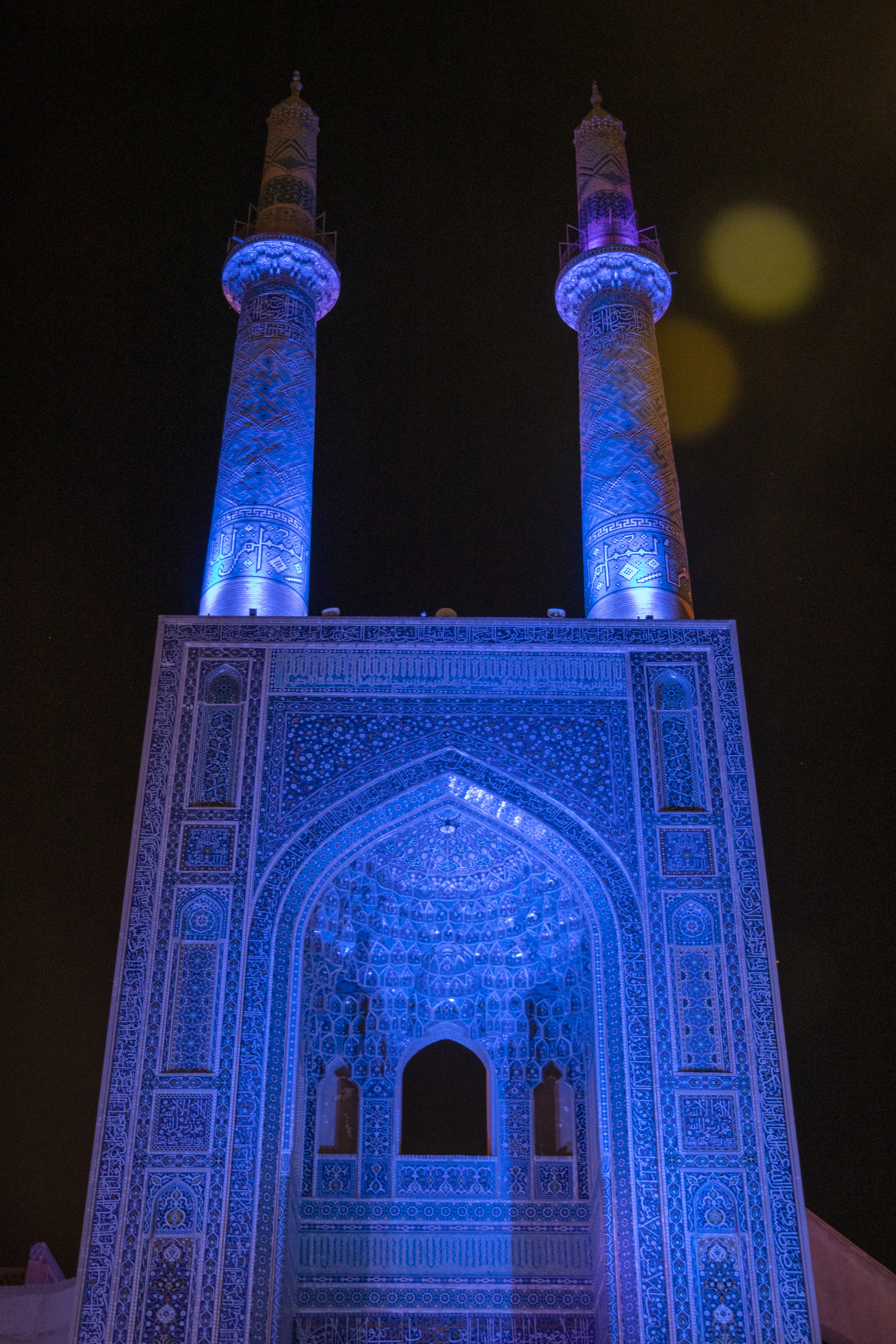
مسجد جامع یزد در شب
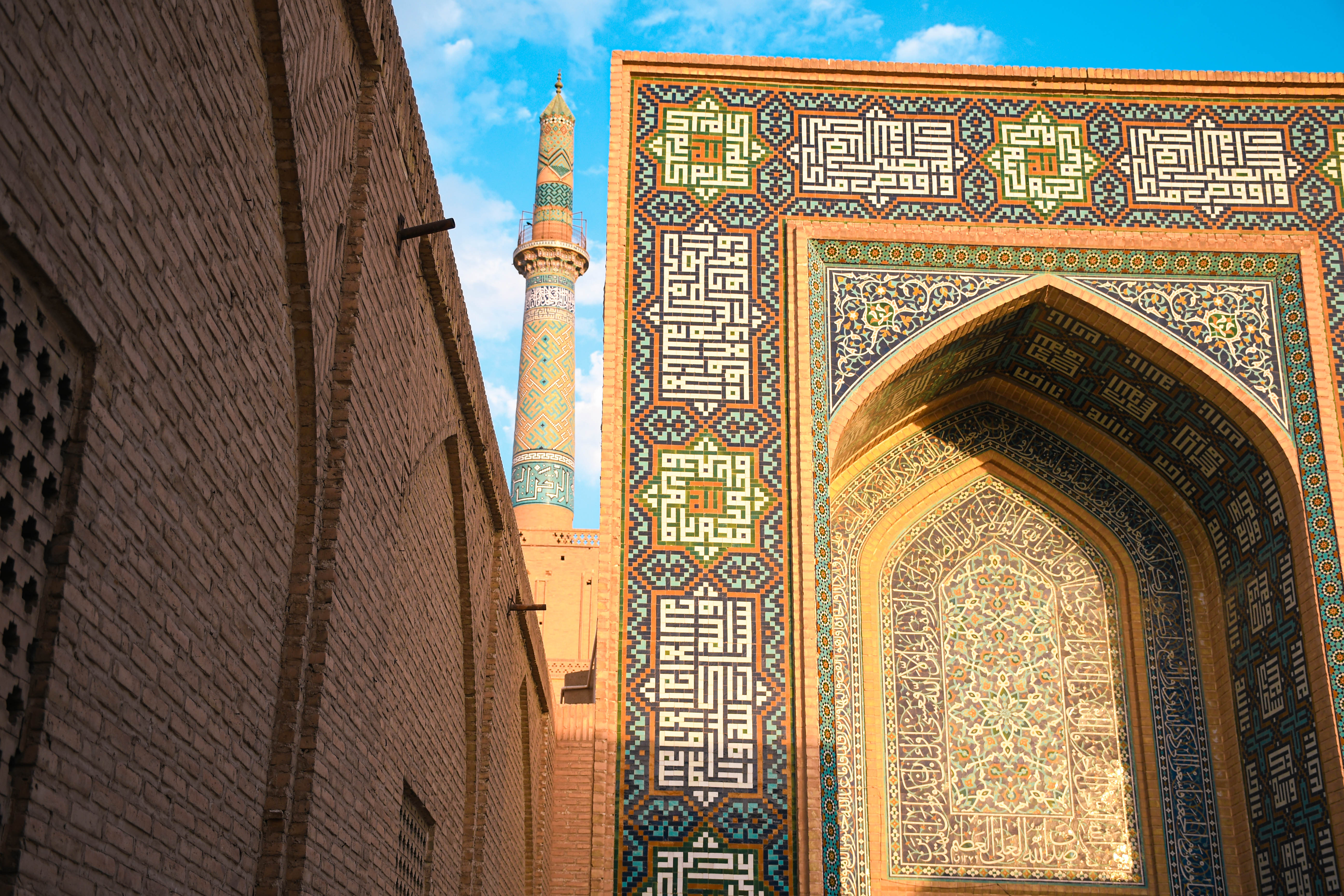
سردر ورودی مسجدجامع یزد
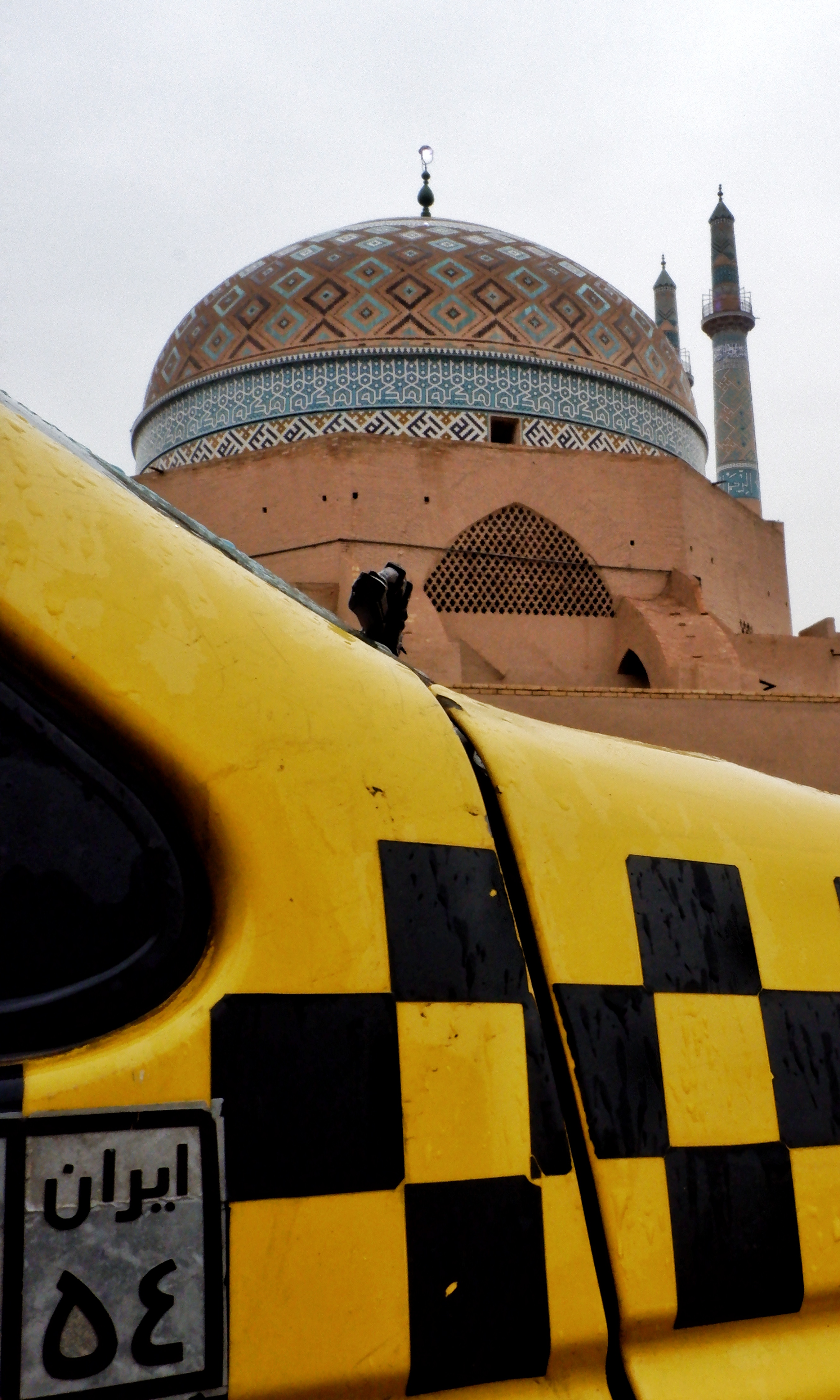
تاکسیِ شهر یزد و نمایی از مسجد جامع

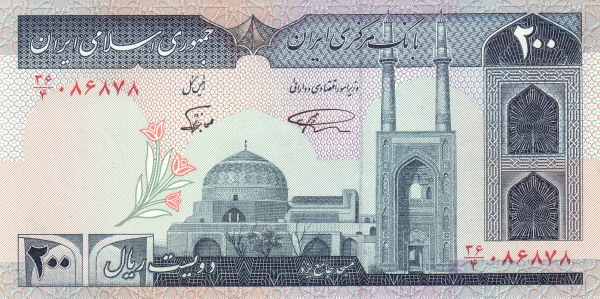
تصویر مسجد جامع یزد روی اسکناس دویست ریالی